# クイズは生だ!〜持ってけ諭吉〜
『クイズは生だ!〜持ってけ諭吉〜』（クイズはなまだ もってけゆきち）は、東日本放送（khb）で2000年10月2日から2001年3月29日まで月曜から木曜の18:55 - 19:00に放送されていたミニクイズ番組である。

## 概要
クイズに挑戦する際は事前にハガキで応募し、司会者がハガキを出した人の家に電話をかけクイズを出題すると言う番組であった。また、クイズに正解したら番組サブタイトル通り1万円がもらえた。なお、電話が不可能の場合は視聴者がハガキでクイズに挑戦することもあった。

## 司会者
- 笹川己之機（元KHBアナウンサー）
- 熊谷博之（KHBアナウンサー）

ほか

## 放送時間
- 2000年10月2日 - 2001年3月29日
月 - 木曜 18:55 - 19:00（JST）

## 備考
- 本番組のコンセプトは後番組『夕方ワイドあなたにCue!』でも行われた。
- 2000年12月22日には初の年末スペシャルが放送された（「うじきつよしのワンダーポケット」枠にて）。

| 東日本放送 月 - 木曜 18:55 - 19:00枠 | 東日本放送 月 - 木曜 18:55 - 19:00枠 | 東日本放送 月 - 木曜 18:55 - 19:00枠 |
| 前番組                               | 番組名                               | 次番組                               |
| ------------------------------------ | ------------------------------------ | ------------------------------------ |
| KHBニュースチャンネル （18:19 - ）   | クイズは生だ!〜持ってけ諭吉〜        | 夕方ワイドあなたにCue! （17:00 - ）  |